# Канг (аэропорт)
Аэропорт Канг (ИАТА: FBKG) — коммерческий аэропорт, расположенный в деревне Канг (Ботсвана).
Всенаправленный азимутальный радиомаяк находится в поле, имеет идентификатор «KGV».